# Список патриархов Антиохийских
Этот список включает в себя первоиерархов Антиохийской православной церкви с момента основания Антиохийской епархии (ок. 34 года н. э.) включая периоды расколов на различные христианские церкви, имеющих своих собственных Патриархов Антиохийских (687-1782).

## Ранний период (45—395)

### Епископы Антиохии (45—70)
Информация о епископах Антиохии первого века черпается в основном из христианских преданий. Это означает, что и периоды правления и последовательность иерархов может быть несколько неопределёнными.
- Апостол Пётр (45—53)
- Евод (53—68)
- Игнатий I (68—70)

### Митрополиты Антиохийские (70—451)
С разрушением Иерусалима в 70 году Антиохия стала важнейшей епархией на Ближнем Востоке, распространив своё влияние на Азию и Африку, вследствие чего епископ стал архиепископом и митрополитом.
- Игнатий I (70—104)
- Ирон I (Иродион, Эрос I) (104—126)
- Корнилий (127—151)
- Ирон II (Эрос II) (151—169)
- Феофил (169—188)
- Максимин (188—192)
- Серапион (192—212)
- Асклипиад (212—220)
- Филипп (220—232)
- Зевин (232—240)
- Вавила (240—252)
- Фавий (252—255)
- Димитрий (256—262)
- Амфилохий (262—266)
- Павел I Самосатский (267—270)
- Домн (270—273)
- Тимей (273—277)
- Кирилл I (277—279)
- вдовство архиепископской кафедры (279—299)
- Тиранн (299—308)
- Виталий I (308—314)
- Филогоний (314—324)
- Роман (324)
- Павлин I (324)
- Евстафий (324—331), низложен
- Павлин I (332) вторично
- Евлавий (332—333), арианин
- Евфроний (333—334), арианин
- Филакл (334—342), арианин
- Плакентий (334—341), арианин
- Стефан I (341—345), арианин
- Леонтий (345—356), арианин
- Евдоксий (357—358), арианин
- Анний (359), арианин
- Мелетий I (360—361), близкий к кафоликам, низложен во времена императора Констанция за омоусианские взгляды

### Мелетианская схизма (361—392)
Низложение Мелетия привело к так называемой Антиохийской Мелетианской схизме или расколу (не смешивать с Мелитианским расколом в Александрии), в результате чего образовалось несколько внутрицерковных групп, и на антиохийскую архиепископскую кафедру претендовало несколько человек :
| Группа омиев - Евзой (361—378), при поддержке императора Валента II - Дорофей I (378—381) | Мелетианская группа Крупнейшая группировка, вокруг низложенного архиепископа Мелетия. Мелетий склонялся к принятию Никейского символа веры и принял участие в Константинопольском соборе, но не был признан архиепископами Александрии и Рима: - Мелетий I (362—365—367) вторично, изгнан - Мелетий I (371/372-378-381) в третий раз - Флавиан I (381—404), признан Александрией и Римом в 399 году - Порфирий (404—412) - Александр (412—417), он завершил схизму с Евстахианами в 415 году | Евстахианская группа Последователями Евстафия, строго придерживавшимися Никейского символа веры, были избраны следующие архиепископы, признанные церковными иерархами Александрии и Рима: - Павлин II (362—388) - Евагрий (388—393) После смерти Евагрия, Евстахиане не избрали другого епископа. В 399 году они потеряли признание в Александрии и Риме, но остались в расколе до 415 года. | Аполлинаристская группа - Виталий II (376—380?), бывший последователь Мелетия, рукоположённый Аполлинарием Лаодикийским |

## Первая Византийская эра (395—637)
- Феодот (418—427)
- Иоанн I (427—443)
- Домн II (443—450)
- Максим (450—451)

### Патриархи Антиохийские (451—518)
Митрополит Антиохии с давних времен один из четырёх основных епископов христианства (наряду с Римом, Константинополем и Александрией). Термин «Патриарх» для епископов Рима, Константинополя, Антиохии, Александрии и Иерусалима был официально принят на Халкидонском соборе в 451 году.
- Максим (451—456)
- Василий (456—459)
- Акакий (459—461)
- Мартирий (461—465)
- Петр II Сукновал (465—466)
- Юлиан (466—474)
- Петр II Сукновал (474—475) вторично
- Иоанн II Кодонат (475)
- Петр II Сукновал (475) в третий раз
- Стефан II (477—?)
- Стефан III (?—481)
- Калландион (481—484)

### Схизма (484)
В 484 году Церковь Востока на поместном Синоде в Бет-Лапате под председательством Барсаумы, Католикоса — Патриарха Востока подтверждает свою приверженность богословскому учению Феодора Мопсуэстийского и Нестория и официально отделяется от Антиохийского патриархата.
- Петр II Сукновал (485—488) в четвёртый раз
- Палладий (488—498)
- Иоанн II Кодонат (495—497) вторично
- Флавиан II (498—512)
- Севир (512—518)

### Схизма (518)
Халкидонский собор привел к спору между халкидонитами (впоследствии — православными и католиками) и дохалкидонитами (впоследствии — Восточные православные Церкви) церквей. После нескольких лет внутренней борьбы в 518 году Антиохийский Патриархат раскололся на две кафедры: собственно Антиохийскую православную и Сирийскую православную.

### Мелькитские Патриархи Антиохийские (518—687)
Приверженцы Халкидонского собора дохалкидонитами были названы мелькитами
- Павел II (III) Иудей (518—520)
- Евфрасий (521—527)
- Ефрем (526—545)
- Домн III (545—559)
- Анастасий I (559—570)
- Григорий I (570—593)
- Анастасий I (593—598) вторично
- Анастасий II (599—610)
- Григорий II (610—620)
- Македоний (620—628), монофелит

## ЭраХалифата(637—750Омейядыс 661)
Патриархи вынуждено проживали в Константинополе, так как Атиохия с 638 года находилась под властью мусульманами
- вдовство патриаршей кафедры (628—639)
- Македоний (639—645/649), вторично, монофелит
- Георгий I (645/649—650/656), монофелит,
- Макарий I (653—680), монофелит, анафемстван VI Вселенским Собором
- Феофан (680—687)

### Схизма (687)
Не согласившись с решениями VI Вселенского Собора, сирийские монофелиты ушли в монастыри в горах Ливана, где добились для себя сравнительной автономии в составе исламского халифата. С 687 года монахи-марониты стали назначать собственных Патриархов Антиохийских, а позже вошли в унию с Римской церковью. Эти действия породили новый раскол патриаршей кафедры на Маронитский Патриархат Антиохийский из маронитов и Мелькитский Патриархат Антиохийский из православных.

### Мелькитские Патриархи Антиохийские (687—1098)
- Севастиан (687—690)
- Георгий II (690—695), один из подписантов решений Трулльского собора (691—692)
- Александр II (695—702)
- вдовство патриаршей кафедры (702—742)
- Стефан IV (742—748)

## ЭраАббасидскогохалифата (750—969)
- Феофилакт (748—757)
- Федор I (757—797)
- ? (797—810)
- Иов I (810—826)
- Николай I (826—834)
- Симеон (834—840)
- Илия (840—852)
- Феодосий I (852—860)
- Николай II (860—878)
- Михаил I (878—889)
- Захария (890—901)
- Георгий III (902—917)
- Иов II (917—937)
- вдовство патриаршей кафедры (937—939)
- Евстафий (939—959)
- Христофор I (960—966)

## Вторая Византийская эра (969—1084)
- Феодор II (23 января 970 — 28 июля 976)
- Агапий II (22 января 978 — сентябрь 996)
- Иоанн III (22 октября 996 года — июль 1021 года)
- Николай III (?—?)
- Илия II (?—?)
- Георгий IV Ласкарис или Феодор III (?—?)
- Макарий I (II) Добродетельный (?—1023)
- Елевферий (1023—1028)
- Петр III (1028—1051)
- Иоанн VI (1051—1062)
- Эмилиан (1062—1075)
- Феодосий II (1075—1084)

## Сельджукскаяэра (1084—1098)
- Никифор (1084—1090)
- Иоанн VII (1090—1099)

### Схизма (1098)
В рамках Первого крестового похода французские католики в 1098 году основали Антиохийское княжество. Князь изгнал православного Мелькитского Патриарха Антиохийского и поставил вместо него католического Патриарха Антиохии:

## Латинская эра (1098—1268)

### Мелькитские Патриархи Антиохийские в изгнании (1098—1276)
Изгнанный мелькитский патриарх пребывал в Константинополе.
- вдовство патриаршей кафедры (1099—1156)
- Сотирих Пантевген (конец 1156—12 мая 1157) (избран, но не рукоположён)
- Иоанн VIII (1157—1159)
- Евфимий I (1159—1164)
- Макарий II (III) (1164—1166)
- Афанасий II (1166—1180)
- Феодосий III (1180—1182)
- Илия III (1182—1184)
- Христофор II (1184—1185)
- Феодор IV Вальсамон (1193—1199)
- Иоаким (1199)
- Дорофей I (II) (1219—1245)
- Симеон II ибн Абу Шаиб (1206—ок. 1242)
- Давид (1242—после 1247)
- Евфимий II (1260—1269)
- Феодосий IV (1269—1276)

## Мамлюкская(Египетская) эра (1268—1517)

### Мелькитские Патриархи Антиохийские (1276—1724)
Феодосий V вернулся в патриаршую резиденцию в Антиохию.
- Феодосий V (1276—1285)
- Арсений (1285— ?)
- Дионисий (1293—1308)
- Марк I (1308—1316)
- Дионисий II (1316 — ?)
- Софроний (? —1341)

Игнатий II в 1342 году перенес резиденцию в Дамаск
- Игнатий II (1342—1358)
- Пахомий I (1358—1368)
- Михаил II (1368—1375)
- Пахомий I (1375—1377), вторично
- Марк II (1377—1386)
- Пахомий I (1386—1393), в третий раз
- Нил (1393—1401)
- Михаил III (1401—1410)
- Пахомий II (1410—1411)
- Иоахим II (1411—1426)
- Марк III (1426—1436)
- Дорофей II (III) (1436—1453)
- Михаил IV (1454—1476)
- Марк IV (1476)
- Иоаким III (1476—1483)
- Григорий III (1483—1497)
- Дорофей III (IV) (1497—1523)

## Османская эра (1517—1922)
- Михаил V (1523—1541)
- Дорофей IV (V) (1541—1543)
- Иоаким IV (ибн Джума) (1543—1576)
- Михаил VI (Сабба) (1577—1581)
- Иоаким V (Дау) (25 мая 1581 — 7 октября 1592)
- Иоаким VI (ибн Зиада) (1593—1604)
- Дорофей IV (V) ибн аль-Ахмар[англ.] (1604—1611)
- Афанасий II (III) (Даббас) (сентябрь 1611—1619)

| - Игнатий III (Аттия) (24 апреля 1619—1631/1634), митрополит Сидонский | - Кирилл IV Даббас (24 апреля 1619 — 1628), митрополит Босрский |

- вдовство патриаршей кафедры (1631/1634—1635)
- Евфимий II (III) (Карма)[англ.] (1635—1636)
- Евфимий III (IV) Хиоский (1636—1648)
- Макарий III (IV) (Заим) (1648—1667, по другим данным − 1647—1672)
- Неофит I Хиоский[англ.] (1674—1684)
- Афанасий III (IV) (Даббас) (1686—1694)
- Кирилл V (III) (Заим) (1694—1720 или 1686—1688)
- Афанасий III (IV) (Даббас) (1720—1724), вторично

### Схизма (1724)
В 1724 году произошел новый раскол между мелькитами — сторонниками унии с Римской католической церковью (они сохранили за собой название мелькиты) и частью церкви, оставшейся верной Вселенскому Константинопольскому патриархату

| Аллепская партия противников унии с Римом - Сильвестр Кипрский (27 сентября 1724—1766) | Дамаскская прокатолическая партия сторонников унии с Римом - Кирилл IV (или V или VI) (Танас) (20 сентября 1724—30 июля 1759), фактически первый Мелькитский Патриарх Антиохии и всего Востока |

- Филимон (9 мая 1766 — 16 июля 1767)
- Даниил (17 августа 1767 — 26 декабря 1791)
- Анфимий (январь 1792 — 1 августа 1813)
- Серафим (1813- 3 марта 1823)
- Мефодий (Бароцис) (25 мая 1823 — 6 июля 1850)
- Иерофей (19 октября 1850 — 25 марта 1885)
- Герасим (Протопапас) (11 июня 1885 — 24 апреля 1891)
- Спиридон (Евфимиу) (14 октября 1891 — 12 февраля 1898)
- Мелетий II (Думани) (27 апреля 1899 — 21 февраля 1906)

## Современная эра (с начала XX века)
- Григорий IV (29 июня 1906 — 12 декабря 1928)
- вдовство патриаршей кафедры (1928—1930)
- Арсений II (1930—1931), антипатриарх
- Александр III (30 января 1931 — 17 июня 1958)
- Епифаний (1935), антипатриарх, наследник Арсения; воссоединился с Синодом
- Феодосий VI (14 ноября 1958 — 19 сентября 1970)
- Илия IV (25 сентября 1970 — 21 июня 1979)
- Игнатий IV (2 июля 1979 — 5 декабря 2012)
- Иоанн X (17 декабря 2012 — по настоящее время)